# Ałła Czeczelewa
Ałła Czeczelewa (ros. Алла Чечелева; ur. 1 lipca 1981) – rosyjska lekkoatletka specjalizująca się w skoku o tyczce.
W 2002 wywalczyła tytuł międzynarodowej mistrzyni Izraela.

## Rekordy życiowe
- skok o tyczce – 4,25 (2002)
- skok o tyczce (hala) – 4,10 (2000 & 2002 & 2004)